# Cupha placida
Cupha placida är en fjärilsart som beskrevs av Moore 1881. Cupha placida ingår i släktet Cupha och familjen praktfjärilar. Inga underarter finns listade i Catalogue of Life.